# Polinomi minimal

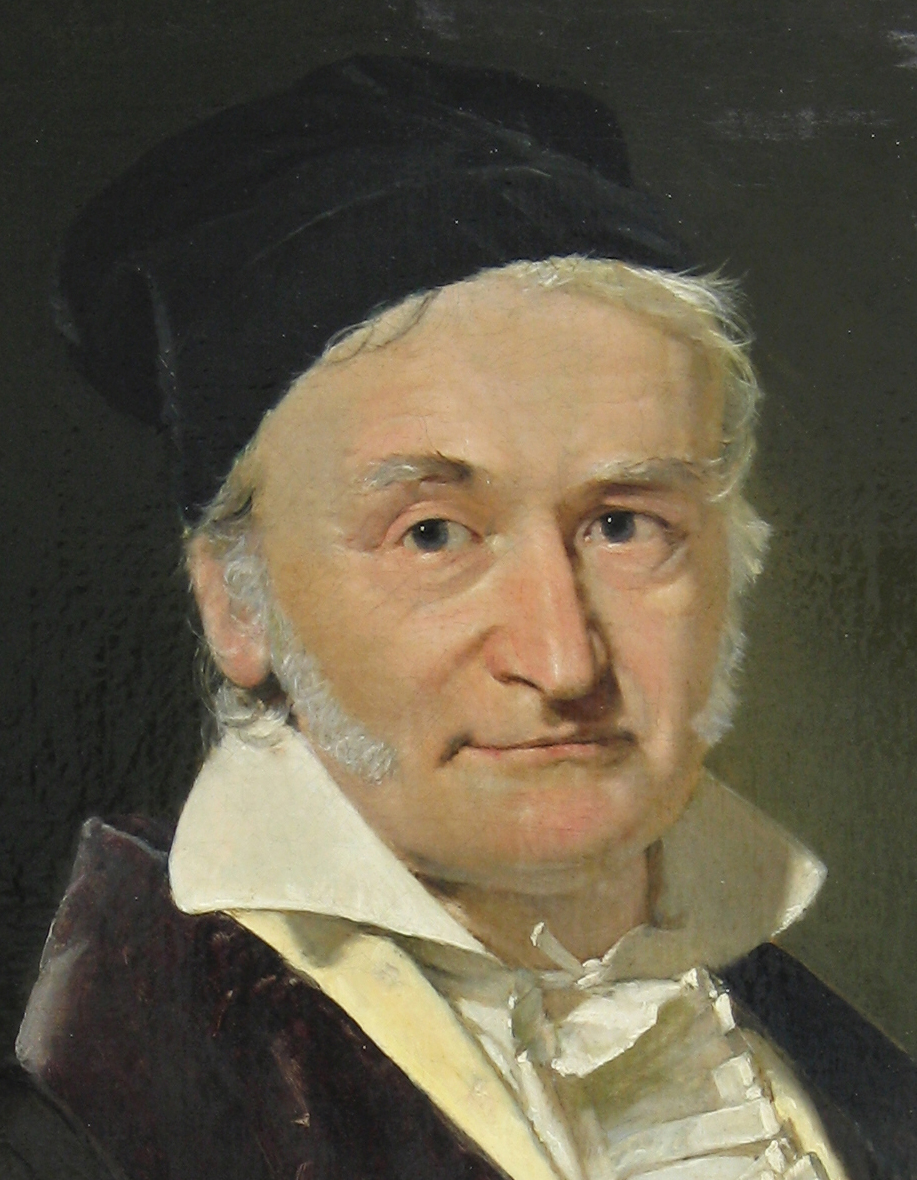
Carl Friedrich Gauß fa servir els polinomis minimals anomenats ciclotòmics per determinar els polígons constructibles amb el regle i el compàs.

En matemàtiques, el polinomi minimal d'un nombre algebraic és una noció derivada de l'àlgebra lineal, serveix per fonamentar dues teories.
La teoria clàssica de Galois té com a camps d'estudi certs cossos commutatius, construïts per les extensions finites de cossos inicials com un cos finit o el dels nombres racionals. El polinomi minimal proveeix un mètode natural per construir tals extensions. Aquestes arrels es fan servir per elucidar les propietats d'una noció fonamental, el grup de Galois. Un teorema clau, com el de l'element primitiu s'expressa en termes de polinomi minimal.
La teoria de nombres algebraics estudia els enters algebraics. Es defineixen amb l'ajuda d'un polinomi minimal. El seu anàlisi permet explicitar les propietats d'eines de l'aritmètica com el discriminant d'un anell, o la norma (matemàtiques) d'un nombre algebraic. Les propietats d'un polinomi minimal d'un enter algebraic es fan servir per a la demostració de nombrosos resultats, com l'estructura del grup de les classes dels ideals o el teorema de les unitats de Dirichlet. Un exemple relativament simple d'utilització és el dels cossos quadràtics, marc d'estudi dels nombres algebraics inclosos en una extensió quadràtica.
 En àlgebra lineal hi ha una noció connexa, anomenada polinomi mínim d'un endomorfisme. 

## Definició
Aquí K designa un cos i L una extensió de K, és a dir un cos que conté K. Les lletres C, R i Q designen respectivament els cossos dels complexos, reals i racionals.
- Sigui l un element de L, el polinomi minimal del nombre l és, si existeix, el polinomi mònic de grau més baix amb coeficients a K que admet l per arrel.

- Un element l de L s'anomena algebraic sobre K si i només si té un polinomi minimal.

El nombre π + i del conjunt C és algebraic si C es considera com una extensió de R. En efecte, el seu polinomi minimal existeix i és igual a: X² -2π X + π² + 1. Ferdinand von Lindemann (1852 1852 1939 1839) va demostrar que no és un nombre algebraic sobre el cos dels racionals. En conseqüència, π + i no admet de polinomi minimal en Q. En canvi, i la unitat imaginària i √2 tenen polinomis minimals en Q, que són respectivament iguals a X² + 1 i X² - 2.

## Context

### Motivació

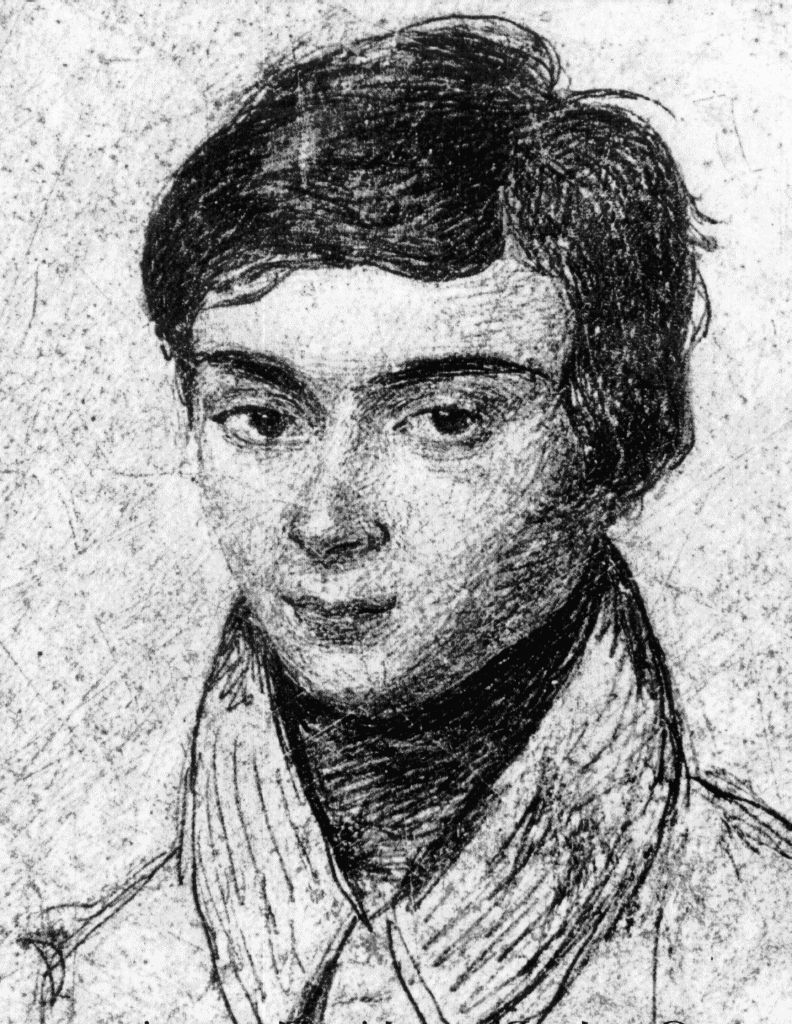
Évariste Galois va desenvolupar una teoria que posa en evidència les conseqüències de les propietats dels polinomis minimals.

El 1801, Carl Friedrich Gauß (1777-1855) estudia el polinomi minimal amb coeficients racionals de l'arrel n-èsima de la unitat en el cos dels complexos i li dona el nom de polinomi ciclotòmic. Aquest enfocament és fructuós, l'estudi del seu grau així com de les operacions que es poden realitzar sobre les arrels posen en evidència propietats d'aquestes arrels. Conclou per exemple que l'heptadecàgon, és a dir el polígon régulier a 17 costats és constructible amb el regle i el compàs.
Aquest enfocament va ser generalitzat per Évariste Galois (1811 - 1832). Estudia sistemàticament les extensions K que contenen totes les arrels d'un polinomi irreductible P[X] amb coeficients racionals. Tal polinomi és el polinomi minimal de cadascuna de les arrels. Estudia així el problema de l'extracció d'arrels per radicals (és a dir una arrel n-èsima d'un racional) d'un polinomi irreductible.
En termes contemporanis, aquest camí permet disposar de resultats que subministren quatre estructures algebraiques diferents. El cos K es pot veure com un espai vectorial, si k és un element del cos, l'aplicació de K en K, que a x li associa k.x  és un endomorfisme de K, vist com un Q espai vectorial, el seu polinomi mínim en el sentit dels endomorfismes correspon al polinomi mínim de l'enter algebraic k, l'àlgebra lineal està disponible amb aquest enfocament. És relativament fàcil comprovar tot automorfisme de K que permuta les arrels de P[X ], formen per tant un grup finit isomorf a un subgrup de les permutacions de les arrels. Tal grup porta el nom de grup de Galois i la teoria de grups ofereixen els teoremes per comprendre millor tal estructura. Finalment, l'anell dels polinomis amb coeficients en Q disposa de propietats fortes, és per exemple euclidià. Aquesta riquesa permet a Galois oferir una nova formulació del teorema d'Abel, donant una condició necessària i suficient perquè un polinomi sigui resoluble per radicals.
El polinomi minimal és l'origen de la definició de K, disposa de nombroses propietats que provenen de l'àlgebra lineal, de les propietats del cos K o també del grup de Galois.

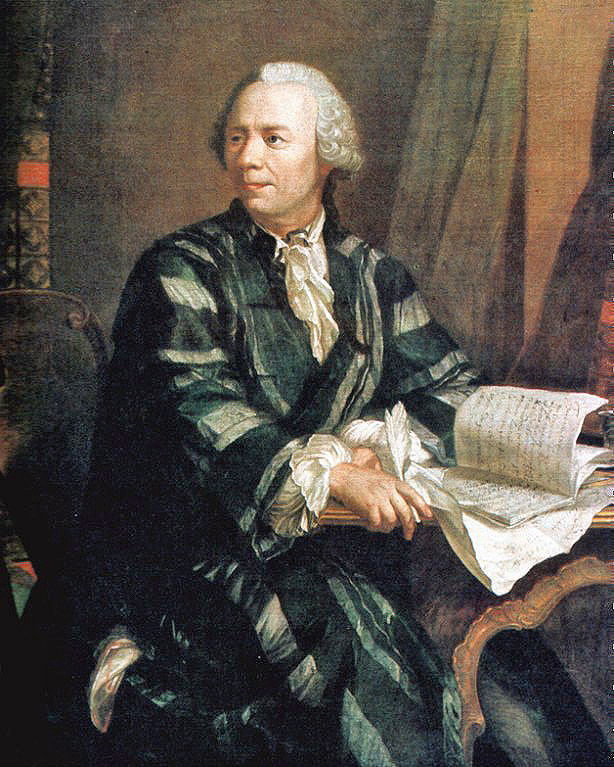
Leonhard Euler és un precursor. Comprèn l'interès de nombres que tenen un polinomi minimal amb coeficients enters. Una habilitat insuficient en el maneig de les estructures que ara s'anomenen anella porta no obstant això a introduir un error en la seva demostració.

### Teoria algebraica dels nombres
L'interès pel polinomi mínim posseeix també un altre origen. La resolució d'algunes equacions diofàntiques com la del teorema de la suma dels dos quadrats se simplifica si es fa servir un nou anell. Gauss descobreix d'aquesta manera els enters que porten el seu nom. Corresponen als complexos de la forma α + i.β, on α i β són naturals. Si p és un nombre primer congruent amb 1 mòdul 4, llavors existeix un morfisme de l'anell dels enters de Gauss, cap a Z/pZ. El nucli d'aquest morfisme és un ideal principal de generador un nombre α + i.β tal que α² + β² és igual ap, el que permet resoldre l'equació.
Un pas d'aquesta naturalesa té un antecedent cèlebre, Leonhard Euler (1707 - 1783) fa servir els nombres de la forma α + i√3.β.β per provar de demostrar l'últim teorema de Fermat per a n = 3. Anuncia a Goldbach en 1753 que ha trobat finalment una solució. Es revela incorrecta, perquè suposa implícitament que l'anell considerat és euclidià. Tanmateix no és el cas, com ho demostra la igualtat següent:
Els tres nombres emprats no tenen divisors diferent d'1 o d'ells mateixos. Ferdinand Eisenstein (1823 1852) acaba per trobar l'anell adequat d'enters equivalent, està format pels nombres de la forma α + j.β on j designa una arrel cúbica de la unitat.
La definició adequada d'un enter algebraic d'una extensió finita de Q és la dels nombres tals que els coeficients del seu polinomi minimal són naturals. Aquest conjunt forma un anell. Si bé en el cas general, no és euclidià, no obstant això té prou propietats per permetre construir una teoria. L'anell s'anomena de Dedekind. Si bé l'anell no és en general ni euclidià ni factorial, el pas a la noció d'ideal fraccionari mostra que tot ideal és el producte, d'una manera única d'ideals primers. Aquesta propietat és el fonament de la teoria algebraica clàssica dels nombres, reemplaça la descomposició en factors primers que no es compleix en el cas general.
El polinomi minimal és així l'eina de definició d'un enter algebraic. Les seves propietats, derivades de l'aritmètica, l'àlgebra lineal i la teoria de Galois, es fan servir per establir els teoremes clau de la teoria com el de Dirichlet o el del grup de les classes d'ideals.

## Teoria de Galois

### Propietats elementals
Aquí K és un cos, L una extensió de K i m un element de L.
L'estructura euclidiana de K[X] permet d'establir una primera propietat:
-  Sigui P[X] un polinomi irreductible i unitari de K[X], llavors existeix una extensió E de K de dimensió el grau n de P[X] que conté un element e tal que P[X] és el polinomi minimal de E.

En efecte, l'ideal engendrat per P[X] és maximal, ja que P[X] no admet altres divisors que 1 i ell mateix (tret d'un factor multiplicatiu). El quocient de K[X] per aquest ideal és un cos. Si e designa la classe de X en aquest cos, e és arrel de P[X]. La dimensió d'aquesta extensió és igual al grau de P[X], ja que 1, e..., en-1 és una base del quocient. El conjunt dels polinomis amb coeficients a K que admeten e per arrel és un ideal de K[X], conté P[X]. Com que K[X] és principal, ja que és euclidià, l'ideal és engendrat per un polinomi, de grau mínim, no constant i qui divideix P[X]. Aquest polinomi és necessàriament P[X], ja que és irreductible.
L'àlgebra lineal permet establir algunes propietats sobre els polinomis minimals. Se suposa que m sigui algebraic sobre K, és a dir que posseeix un polinomi minimal amb coeficients en K.
- La dimensió n de l'extensió més petita que conté m és igual al grau del polinomi mínim M[X].

N'hi ha prou amb fixar-se que 1, m..., mn-1 és una base de l'extensió més petita.
- Si m és element d'una extensió finita E sobre K (és a dir de dimensió finita), llavors admet un polinomi minimal amb coeficients en K. L'aplicació f de E en E que a x li associa m.x és un endomorfisme. Tot endomorfisme sobre un espai vectorial de dimensió finita posseeix un polinomi minimal i en particular f. El polinomi minimal de l'endomorfisme f és per construcció el polinomi minimal del nombre algebraic m.

- Si m1 i m₂ són dos enters algebraics, llavors m1.m₂ i m1 + m₂ admeten polinomis minimals amb coeficients en K. Si m1 és inversible, llavors m1-1 també ho és.

- Sigui E una extensió finita de K i si m admet un polinomi minimal amb coeficients en E, admet també un polinomi minimal amb coeficients en K.

Les dues últimes propietats es demostraran a l'article principal.

### Extensió separable
Un polinomi s'anomena separable si admet tantes arrels diferents com el seu grau. Si bé existeix sempre una extensió que conté totes les arrels d'un polinomi minimal, no és necessàriament separable. Pot en efecte tenir arrels múltiples. Tal no és el cas si el cos és perfecte, per exemple si K és finit o de característica nul·la. Les extensions separables posseeixen propietats suplementàries importants. En el cas general la proposició següent és verdadera:
- Sigui E una extensió finita de K i e un element de E, el grau del polinomi minimal n de e amb coeficients en K divideix la dimensió de E.

Aquesta propietat es demostrarà a l'article extensió algebraica. Permet per exemple demostrar que la trisecció de l'angle o la duplicació del cub és en general impossible amb el regle i el compàs (vegeu l'article Torre d'extensió quadràtica).
Una propietat més forta és verdadera si l'extensió és separable:
-  Sigui E una extensió separable i finita, llavors existeix un element e el polinomi minimal del qual sobre K és de grau la dimensió de E.

L'element engendra l'extensió. Aquest resultat és conegut sota el nom d'element primitiu.

### Grup de Galois
El grup de Galois G està format pel conjunt dels automorfismes de L que deixen invariants K. Si σ és un element del grup de Galois de L i P[X] el polinomi mínim de m, llavors σ(m) és també una arrel de P[X]. En efecte, les propietats de morfisme dels membres del grup de Galois demostren que:
Les propietats són més fortes si L és una extensió de Galois. Una extensió de Galois, si L és de dimensió finita és una extensió separable i tal que el grup de Galois de la qual conté tants elements com la dimensió de L. En el cas general una extensió de Galois és una extensió separable tal com tot automorfisme d'una extensió de L que deixa invariant K també deixa globalment invariant L (és a dir que la imatge de L per l'automorfisme és igual a L).
Se suposa que L sigui una extensió finita de Galois de dimensió d en tant que K espaia vectorial i es nota σ1, σ₂..., σd els diferents elements de G. Llavors el polinomi P[X] és separable en L i no conté cap arrel múltiple. A més, per a tota arrel r de P[X], existeix almenys un enter i entre 1 i d tal que σi(m) és igual a r. Més precisament:
- Existeix un enter n tal que la igualtat polinòmica següent és verdadera:

El valor n és igual a la relació entre l'ordre del grup G i el grau de P[X].

## Eines procedents de l'àlgebra lineal
En tot aquest paràgraf, se suposa que l'extensió L és finita i de Galois.

### Teorema de Cayley-Hamilton
L'àlgebra lineal ofereix nombroses eines, que l'observació següent permet utilitzar: L és un espai vectorial sobre K, l'aplicació φm de L en L que a x associa m.x és un endomorfisme. El seu polinomi mínim en tant que endomorfisme és el mateix que el polinomi minimal del nombre algebraic m.
Sigui P[X] el polinomi minimal de m en K i K[m] el cos de ruptura de P[X] que conté m. El cos L és un K[m] espai vectorial sigui n la seva dimensió i (l1... ln) una base de L en tant que K[m] espai vectorial. Tot vector l de L s'expressa com una combinació lineal dels elements de la base amb coeficients en K[m], és a dir s'expressa com la imatge de polinomis de grau inferior o igual a d grau de P[X]:
se'n dedueix que la família (mi.lj) si i varia de 0 a d - 1 i j d'1 a n forma una base de L en tant que K és espai vectorial.
En aquestes bases l'expressió matricial de φm i de la seva restricció a K[m] és simple. Sigui MK[m] la matriu de la restricció de φm a K[m] en la base (1, m... md-1), es té:
la proposició següent:
- Sobre el seu cos de ruptura, el polinomi mínim i el polinomi característic de φm coincideixen.

En L, s'obté una expressió matricial ML en matrius blocs equivalent a la reduïda de Jordan, així com la del polinomi característic χ[X]:
Aquest resultat subministra una demostració, en un cas particular del teorema de Cayley-Hamilton, així com la igualtat següent:
Aquí la família (σ1, σ₂..., σd) descriu els elements del grup de Galois.

### Norma
En aquest paràgraf L és de dimensió finita d en tant que K és espai vectorial, l és un element de L i φl designa l'endomorfisme del K espai vectorial L que a x li associa l.x.
L'àlgebra lineal subministra eines suplementàries a la teoria de Galois i a la teoria algebraica dels nombres. La norma n'és un exemple.
La norma relativa a L en K de l correspon al determinant de l'endomorfisme φl. En general es nota NL/K(l). Amb les notacions precedents, si l'extensió és de Galois, verifica:
En efecte, el determinant és igual al coeficient constant del polinomi característic calculat anteriorment. Per definició, pren els seus valors en K.
A diferència de la norma relativa, la norma és independent de l'extensió. Correspon al determinant precedent si L és el cos de ruptura de l. Si D és el cos de descomposició de l i si G designa el seu grup de Galois, es verifica la igualtat següent:
Els resultats precedents mostren que si n és la dimensió de D en tant que L és espai vectorial, la norma a la potència n és igual a la norma relativa. La norma és també un element de K.

### Forma traça
La traça és una aplicació una mica de la mateixa naturalesa que la precedent. La traça de L sobre K de l'element l és igual a la traça de l'endomorfisme φl. La traça d'un element L és per tant igual al coeficient subdominant del polinomi minimal. L'aplicació que a dos elements a i b de L els associa la traça de a.b s'nomena forma traça. Té un paper important en teoria de nombres algebraics, per exemple per definir el discriminant.

### Anell dels enters algebraics
És possible de definir el polinomi minimal en un marc més vast que el precedent. Siguin A i B dos anells commutatius unitaris i íntegres, tals que existeix un morfisme de A cap a B. Sovint el morfisme és injectiu i A és un subanell de B.
El fet de donar aquest morfisme permet considerar B com un A-mòdul; la multiplicació externa d'un element a  per un element b es defineix per a.b = ψ(a).b. Es verifica també que tal estructura confereix a B l'estatus de A-mòdul. La multiplicació interna de B permet considerar aquest conjunt com una A àlgebra sobre un anell.
- El polinomi minimmal d'un element b de B és un polinomi P[X] de A[X] mònic tal que ψ(P[b]) és igual a zero.

Si P[X ] = a0 + a1X +... + Xn, llavors (P[b]) = (a0) + (a1)b  +... + bn. On amb la notació associada a un A mòdul P[b] = a0 + a1b  +... + bn.
- Un element de b que admet un polinomi minimal amb coeficients en A s'anomena enter en A.

Un exemple important és quan A és igual a Z i B és una extensió de Q. Els enters de Q si l'anell A és igual a Z és el conjunt Z mateix. El cas on B és igual a Q[i] es tractarà a l'article enter de Gauss, el cas on B és igual a Q[j], si j designa una arrel cúbica de la unitat en el conjunt dels complexos es tractarà a l'article enter d'Eisenstein, el cas Q[5] en enter de Dirichlet. El cas general dels enters de les extensions quadràtiques de Q en cos quadràtic.
Un propietat important és el fet que si b1 i b₂ són dos elements de B enters A llavors b1 + b₂, b1.b₂ i -b1 admeten polinomis minimals en A. Així el conjunt dels enters de B forma un anell.
- Les quatre condicions següents són equivalents:

1. L'élément b admet un polinomi minimal.
2. La A-àlgebra A[b] posseeix una família generadora finita.
3. Existeix una subàlgebra C de B que conté b i posseint una família generadora finita.
4. Existeix un sub-A mòdul D de B estable per multiplicació per b, que conté un element que no és divisor de zero i posseint una família generadora finita.

El terme família generadora ws pren aquí en el sentit de A-mòdul». Això significa que tot element de la sub-àlgebra és combinació lineal de la família, amb coeficients escollits en A.
Així, si b1 i b₂ admeten cadascun un polinomi minimal, existeixen dues famílies generadores finites que generen cadascuna una subàlgebra que conté una b1 i l'altre b₂. La família composta dels productes d'un element de cada família és una subàlgebra que admet una família generadora finita i que conté b1 + b₂, b1.b₂ i -b1, el que demostra que aquests elements són enters sobre A i permet enunciar la propietat següent:
- El conjunt dels elements de B enters sobre A forma un anell.

#### Galois
- (francès) R. et A. Douady Algèbre et théories galoisiennes Cassini 2005 — ISBN 2-84225-005-2
- (anglès) E. Artin Galois Theory Notre Dame Press, Londres 1971
- (anglès) J. Bewersdorff Galois Theory for Beginners: A Historical Perspective, AMS 2006

#### Aritmètica
- (francès) Samuel, Pierre. Théorie algébrique des nombres.
- (francès) Serre, Jean-Pierre. Cours d'arithmétique (en francès).
- (francès) Serge Lang, Algèbre, Dunod, 2004, 926 p. (ISBN 2100079808)